# The Strangers (serie di film)

Logo della serie

La serie di film The Strangers è composta da film statunitensi di genere horror psicologico. Basati su una storia originale di Bryan Bertino, la trama è incentrata su tre invasori psico-sociopatici mascherati che depredano i proprietari innocenti di una casa. Sebbene il primo film sia stato commercializzato come "basato su una storia vera", il regista ha dichiarato di aver scritto il concept partendo da una serie di furti con scasso avvenuti nel suo quartiere quando era piccolo, come oltre a prendere in prestito elementi dagli omicidi della famiglia Manson. Come tecnica di marketing si è continuato a includere la dicitura "basato su una storia vera" anche nei sequel.
Il primo film, a livello di critica, ha ricevuto un'accoglienza mista al momento della sua uscita, sebbene abbia realizzato un grande profitto al botteghino. Nonostante ciò i critici cinematografici contemporanei lo hanno elogiato come un film di culto del genere horror. Il suo seguito ha ricevuto un'accoglienza mista con critiche rivolte alla sua inferiorità rispetto all'originale, ottenendo un guadagno al botteghino molto inferiore. Alcuni critici hanno recensito positivamente il film e hanno affermato che fosse anch'esso un film di culto, spiegando che, mentre il primo film era un tributo ai film horror degli anni '70, il secondo film doveva replicare le paure degli anni '80.
La serie continua con l'uscita di una trilogia sequel standalone che parte da The Strangers: Capitolo 1, distribuito nelle sale americane il 17 maggio 2024. Ad ottobre dello stesso anno viene presentato da Lionsgate il trailer di The Strangers: Capitolo 2, in uscita nel 2025. Seguirà, con data da definire, The Strangers: Capitolo 3.

## Film
| Titolo                       | Data d'uscita originale | Regista          | Sceneggiatura                                 | Soggetto                                      | Produttore                                                                                             |
| Film originali               | Film originali          | Film originali   | Film originali                                | Film originali                                | Film originali                                                                                         |
| ---------------------------- | ----------------------- | ---------------- | --------------------------------------------- | --------------------------------------------- | --- |
| The Strangers                | 30 maggio 2008          | Bryan Bertino    | Bryan Bertino                                 | Bryan Bertino                                 | Doug Davison, Roy Lee e Nathan Kahane                                                                  |
| The Strangers: Prey at Night | 9 marzo 2018            | Johannes Roberts | Bryan Bertino & Ben Ketai                     | Bryan Bertino & Ben Ketai                     | Wayne Marc Godfrey, Mark Lane, Robert Jones e Ryan Kavanaugh                                           |
| Trilogia sequel standalone   |                         |                  |                                               |                                               | |
| The Strangers: Capitolo 1    | 17 maggio 2024          | Renny Harlin     | Alan R. Cohen & Alan Freedland                | Bryan Bertino                                 | Courtney Solomon, Mark Canton, Christopher Milburn, Gary Raskin, Charlie Dombeck e Alastair Birlingham |
| The Strangers: Capitolo 2    | 26 settembre 2025       | Renny Harlin     | Alan R. Cohen & Alan Freedland e Amber Loutfi | Alan R. Cohen & Alan Freedland e Amber Loutfi | Courtney Solomon, Mark Canton, Christopher Milburn, Gary Raskin, Charlie Dombeck e Alastair Birlingham |
| The Strangers: Capitolo 3    | TBA                     | Renny Harlin     | Alan R. Cohen & Alan Freedland e Amber Loutfi | Alan R. Cohen & Alan Freedland e Amber Loutfi | Courtney Solomon, Mark Canton, Christopher Milburn, Gary Raskin, Charlie Dombeck e Alastair Birlingham |

### The Strangers(2008)
Dopo aver partecipato al ricevimento di nozze del loro amico, James Hoyt e Kristen McKay, una giovane coppia la cui relazione è in difficoltà, si fermano per la notte nell'isolata residenza estiva di Hoyt. Alle 4 di mattina, mentre la coppia discute del proprio futuro e cerca di risolvere le divergenze, bussano alla porta. Quando rispondono una donna chiede di qualcuno che non abita lì. Col passare del tempo continua a tornare e ripetere la stessa domanda. Mentre la coppia inizia a mettere in dubbio le sue intenzioni, le cose degenerano rapidamente e la casa delle vacanze viene presa d' assedio da tre sconosciuti psicopatici mascherati. Il trio di aggressori terrorizza la coppia per tutta la notte, mentre James e Kristen lottano per sopravvivere cercando una via di fuga prima che sia troppo tardi.

### The Strangers: Prey at Night(2018)
Dopo gli eventi del primo film, Mike e sua moglie Cindy organizzano una vacanza in famiglia. Nel tentativo di legare con i loro figli adolescenti problematici, Luke e Kinsey, la coppia ha in programma di visitare alcuni parenti a Kalida, Ohio, prima che quest'ultimo vada in collegio. Arrivando a destinazione, un parco di case mobili deserto, la famiglia discute i piani per il soggiorno. Nel cuore della notte la loro discussione viene interrotta da un colpo alla porta della roulotte che hanno affittato. Alla risposta, una donna chiede di qualcuno che non è lì con loro. Mentre la notte continua, la cosa si ripete incessantemente. Proprio quando iniziano a mettere in dubbio le intenzioni della donna, tre sconosciuti serial killer mascherati iniziano a tormentare e dare la caccia ai membri della famiglia. Dirigendosi freneticamente verso la casa dei parenti, scoprono che la coppia è stata assassinata. Senza via di scampo, la famiglia deve collaborare per la loro sopravvivenza.

### The Strangers: Capitolo 1(2024)
Nell'agosto 2022 il produttore Roy Lee annunciò che, a partire da settembre dello stesso anno, tre film della serie sarebbero entrati in produzione consecutivamente. La trilogia prevede una produzione in joint venture tra Lionsgate Films e Frame Film e distribuita da Lions Gate Entertainment. Le riprese principali della trilogia sono iniziate contemporaneamente in Slovacchia e completate a novembre 2022. Nell'ottobre 2023 vengono annunciati i titoli ufficiali dei tre nuovi film.
Diretto da Renny Harlin, con una sceneggiatura scritta da Alan R. Cohen e Alan Freedland, la trama è incentrata su una giovane donna (Madelaine Petsch) mentre attraversa il paese con il suo fidanzato di lunga data (Froy Gutierrez) per iniziare una nuova vita insieme nel Pacifico nordoccidentale. Quando la loro macchina ha un guasto a Venus, nell'Oregon, la coppia è costretta ad affittare un B&B isolato per la notte. Per tutta la notte combatteranno per sopravvivere mentre tre sconosciuti mascherati terrorizzano la loro permanenza. Harlin ha dichiarato che la trilogia non doveva essere né un remake né un reboot, e che il tono sarebbe stato vicino a quello del primo film. Il regista ha anche affermato che esplorerà chi sono gli assassini e da dove vengono.

## Accoglienza
| Titolo                       | Rotten Tomatoes      | Metacritic             | CinemaScore |
| ---------------------------- | -------------------- | ---------------------- | ----------- |
| The Strangers                | 49% (165 recensioni) | 47/100 (28 recensioni) | B−          |
| The Strangers: Prey at Night | 40% (126 recensioni) | 48/100 (25 recensioni) | C           |
| The Strangers: Capitolo 1    | 22% (87 recensioni)  | 43/100 (22 recensioni) | C           |